# Louis Guérin
Louis Joseph Guérin, né à Saint-Hilaire-de-Chaléons (Loire-Atlantique) en 1766, tué à Saint-Cyr-en-Talmondais (Vendée) lors de la bataille du même nom en 1795, est un militaire français et un chef vendéen.

## Biographie
Louis Guérin exerce la profession de marchand de volailles au début de la guerre de Vendée. Avec ses deux frères, il rejoint les insurgés du pays de Retz. Le 12 mars, il s'empare sans combattre de Bourgneuf-en-Retz,. Il participe ensuite aux combats à Pornic. Il se distingue en juin, à la bataille de Nantes.
Il devient le lieutenant de Louis-François Ripault de La Cathelinière. Il s'oppose cependant à la tactique de son chef pendant les colonnes infernales qui consiste à se cacher dans les bois et à éviter les combats. Forcé par ses hommes à reprendre la lutte, La Cathelinière est capturé, puis guillotiné par les Républicains en mars 1794.
Louis Guérin lui succède à la tête de la division du pays de Retz. Au contraire de son supérieur qui affichait un esprit très indépendant, Guérin rejoint Charette qu'il reconnait pour chef. 
Ami de Charette, il signe le Traité de La Jaunaye en même temps que lui en 1795, avant de reprendre les armes sous ses ordres. Louis Guérin est finalement tué à la bataille de Saint-Cyr-en-Talmondais le 25 septembre 1795.
Son corps est enterré au Bourg-sous-la-Roche-sur-Yon. Dans ses mémoires l'officier vendéen Pierre-Suzanne Lucas de La Championnière rapporte que « M. Charette tout le temps du convoi funèbre fut renfermé seul dans une chambre. Le soir, lorsqu'il fut temps de partir, il en sortit, les yeux extrêmement rouges et l'air vraiment affligé ; c'est le seul officier que je l'aie vu pleurer dans ces derniers temps de la guerre de la Vendée ».

## Regards contemporains
« Mais de toutes les pertes (à la bataille de Saint-Cyr), la plus sensible et certainement la plus irréparable fut celle du brave Louis Guérin. Pour le courage, et je puis dire pour le talent, il était alors le premier de l'armée ; réunissant la confiance du Général et celle de tous les soldats, sa présence seule redoublait notre courage ; c'était parmi les braves à qui se trouverait d'avant-garde lorsqu'il en dirigerait la tête, et de tous les officiers lui seul savait mettre de l'ordre dans une armée qu'il commandait : si ses dispositions naturelles eussent été secondé par l'éducation, il eût été le Général en chef ; tout le monde l'aimait. M. Charette en avait fait son confident et de tous les amis qu'il s'est choisi successivement, celui-ci fut le seul digne de l'être. Quoique sincèrement attaché à son Général, il eut toujours le courage de lui faire des représentations ; M. Charette en eût mieux valu s'il avait eu plusieurs amis aussi francs que Guérin. »

— Pierre-Suzanne Lucas de La Championnière